# Sueños y caramelos
Misión S.O.S. Pablo y Andrea
Sueños y caramelos est une telenovela infantile mexicaine diffusée en 2005 sur Canal de las Estrellas.

## Synopsis
Sofía est une jeune fille qui a perdu sa mère quand elle avait 3 ans. Depuis, elle vit avec son grand-père, Gonzalo, qui est le chef de la sécurité d'un grand magasin. Sofía fait un jour la connaissance de Mauricio Monraz qui se fait passer pour Juan son meilleur ami. Pour Sofía et ses amis, c'est le début d'une aventure faite de mystères, de magie, de lieux occultes. Sofía a à faire face à des difficultés, de la tristesse, la peur mais aussi la joie.
Sofía a une tante appelée Fátima qui est la nièce de son grand-père Gonzalo et qui va vivre avec eux. Elle ne vient pas seule mais avec la mère de Sofia, Fatima. Elle tombe immédiatement amoureuse de Rafael, l'oncle de Mauricio. Don Rafael est le fils d'Antonieta, la grand-mère de Mauricio et de sa sœur Betina. Betina est une jeune fille noble et aimable et une très grande amie de Sofía.

## Distribution
- Alessandra Rosaldo : Fátima Goméz
- René Strickler : Rafael Monraz Guillén
- Nashla Aguilar : Sofía Ramírez
- Luciano Corigliano : Mauricio Monraz
- María Antonieta de las Nieves : Antonieta Guillén de Monraz
- Raúl Padilla "Chóforo" : Don Gonzalo Gutiérrez
- Manuel Saval : Augusto Monraz Guillén
- Elizabeth Álvarez : Rocío de los Santos
- Graciela Mauri : Maricarmen
- Natalia Juárez : Lucía "Lucy" del Pilar Jurado
- Miguel Pérez : Pedro /Homero (Romeo niño)
- Patricia Navidad : Débora León
- Lourdes Reyes : Selene de Monraz
- Nora Salinas : Guadalupe "Lupita"
- Pablo Magallanes : Romeo
- Óscar Bonfiglio : Carlo
- Roberto Blandón : André San Martín / Andres Martínez
- Alfonso Iturralde : Gerardo
- Lalo "El Mimo" : Fregonal "Precioso Jefazo"
- Polo Ortín : Segundo
- Julio Vega : Lauro
- José Elías Moreno : Mauro
- Zully Keith : Corina De los Santos
- Alejandro Ibarra : Oswaldo Nerin
- Alejandro Aragón : Sandro
- Rosita Pelayo : Lorenza
- Ricardo de Pascual : Tapón
- Luis Gatica : Máximo Guerra
- Perla Corona : Adela de Guerra
- Daniel Continente : Hernán Ibargoengouttia
- Roberto Miquel : Roque Felix
- Eduardo Liñan : General Ruben Carrillo
- Macarena Miguel : Betina Monraz
- Ximena Orozco : Ximena..(la niña muñeca)
- Mauricio Bueno : Juan López
- Diego Lara : Reynaldo
- Martha Sabrina : Bianca
- Rafael Valdez : Memo
- Santiago Mirabent : Rogelio
- María Fernanda Sasian : Ana Valeria
- Gisselle Kuri : Maricruz Lechuga
- Ana Valeria Cerecedo : Conchita
- Ana Paulina Cáceres : Laura
- Mariely Sosa : Iris
- Alejandro Lago : Clemente Cerillo
- David Ortega : El Flaco
- Marcela Páez : Maestra Ana
- Beatriz Monroy : Inocencia
- Rosángela Balbó : Magda
- María Prado : Lucha Dora
- Aída Hernández : Petra
- Fernando Nesme : Yamil
- Patricia Martínez : Ángela
- Alejandra Jurado : Gloria
- Haydée Navarra : Soraya
- Pepe Magaña : Buenavista
- Gloria Izaguirre : Miroslava
- Roxana Saucedo : Denisse
- Javier Herranz : Eladio
- Alejandro Ruiz : David
- Raquel Morell : Rosaura
- Conrado Osorio : Jaime
- Mané Macedo : Irma
- Citalli Galindo : Carmen
- Charly Valentino : Ronco
- María Alicia Delgado : Ady
- Martín Rojas : Cabo Tejada
- Benjamín Islas : Valerio Rojo
- Roberto Tello : El Tracala
- Moisés Suárez : Delfino
- Jorge Pascual Rubio : Lic. Barbosa
- José Antonio Estrada : Don Pablo
- Jorge Robles : Goyo
- Loreta : Karlita
- Sugey Ábrego : Ada (Hija de Segundo)
- Zamorita : Abuelo del Flaco
- Memo Dorantes : Fachan
- Yair Prado
- Tristán : El Gran Protector
- Guadalupe Bolaños : Jovita
- Lucia Fernanda : Olgita
- Fernando Juramillo : Genaro
- Daniela Zavala : Felipa
- Veronica De la Campa
- Florencia de Saracho : Ashley Monraz
- José Luis Gutiérrez
- Jorge Alberto Bolaños : Comandante
- Aida Hernández
- oscar Vázquez
- Ismael Fardín  :  Policía Ayudante de Romeo
- Ricardo Silva :  Sr. Moreno